# Epsom and Ewell (circonscription du Parlement britannique)
Circonscription parlementaire de la Chambre des communes
La circonscription d'Epsom and Ewell  est une circonscription parlementaire britannique située dans le Surrey. Elle comprend l'intégralité du district d'Epsom and Ewell, avec les villes d'Epsom et Ewell.
Elle est créée en 1974, à partir de l'ancienne circonscription d'Epsom. Depuis 2024, elle est représentée à la Chambre des communes du Parlement britannique par Helen Maguire, des Libéraux-démocrates.

## Members of Parliament
| Élection | Élection                | Membre              | Membre | Parti               |
| -------- | ----------------------- | ------------------- | ------ | ------------------- |
|          | Fev 1974                | Peter Rawlinson     |        | Conservateur        |
|          | Élection partielle 1978 | Sir Archie Hamilton |        | Conservateur        |
|          | 2001                    | Chris Grayling      |        | Conservateur        |
|          | 2024                    | Helen Maguire       |        | Libéraux-démocrates |

## Élections

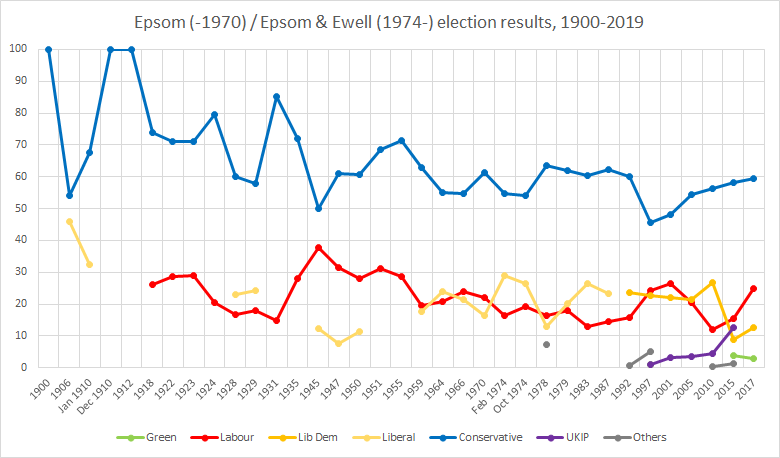
Historique des élections à Epsom

### Élections dans les années 2010
| Parti         | Parti                | Candidat             | Voix   | %    | ±    |
| ------------- | -------------------- | -------------------- | ------ | ---- | ---- |
|               | Conservateur         | Chris Grayling       | 31,819 | 53,5 | 6.1  |
|               | Libéral Démocrate    | Stephen Gee          | 13,946 | 23,5 | 11.0 |
|               | Travailliste         | Ed Mayne             | 10,226 | 17,2 | 7.8  |
|               | Green                | Janice Baker         | 2,047  | 3,4  | 0.6  |
|               | Indépendant          | Clive Woodbridge     | 1,413  | 2,4  | 2.4  |
| Majorité      | Majorité             | Majorité             | 17,873 | 30,0 | 4.5  |
| Participation | Participation        | Participation        | 59,451 | 73,3 | 0.8  |
|               | Conservateur retenir | Conservateur retenir | Swing  | 8.5  |      |

| Parti         | Parti                | Candidat             | Voix   | %    | ±   |
| ------------- | -------------------- | -------------------- | ------ | ---- | --- |
|               | Conservateur         | Chris Grayling       | 35,313 | 59,6 | 1.3 |
|               | Travailliste         | Ed Mayne             | 14,838 | 25,0 | 9.5 |
|               | Libéral Démocrate    | Stephen Gee          | 7,401  | 12,5 | 3.7 |
|               | Green                | Janice Baker         | 1,714  | 2,9  | 0.8 |
| Majorité      | Majorité             | Majorité             | 20,475 | 34,5 | 8.2 |
| Participation | Participation        | Participation        | 59,468 | 74,1 | 1.4 |
|               | Conservateur retenir | Conservateur retenir | Swing  | 4.1  |     |

| Parti         | Parti                | Candidat             | Voix   | %    | ±    |
| ------------- | -------------------- | -------------------- | ------ | ---- | ---- |
|               | Conservateur         | Chris Grayling       | 33,309 | 58,3 | 2.1  |
|               | Travailliste         | Sheila Carlson       | 8,866  | 15,5 | 3.6  |
|               | UKIP                 | Robert Leach         | 7,117  | 12,5 | 7.8  |
|               | Libéral Démocrate    | Stephen Gee          | 5,002  | 8,8  | 18.1 |
|               | Green                | Susan McGrath        | 2,116  | 3,7  | New  |
|               | Indépendant          | Lionel Blackman      | 612    | 1,1  | New  |
|               | Indépendant          | Gareth Harfoot       | 121    | 0,2  | New  |
| Majorité      | Majorité             | Majorité             | 24,443 | 42,8 | 13.4 |
| Participation | Participation        | Participation        | 57,143 | 72,7 | 2.3  |
|               | Conservateur retenir | Conservateur retenir | Swing  | 4.1  |      |

| Parti         | Parti                | Candidat             | Voix   | %    | ±    |
| ------------- | -------------------- | -------------------- | ------ | ---- | ---- |
|               | Conservateur         | Chris Grayling       | 30,868 | 56,2 | +1.8 |
|               | Libéral Démocrate    | Jonathan Lees        | 14,734 | 26,8 | +5.3 |
|               | Travailliste         | Craig Montgomery     | 6,538  | 11,9 | -8.1 |
|               | UKIP                 | Elizabeth Wallace    | 2,549  | 4,6  | +1.1 |
|               | Radical Reform       | Peter Ticher         | 266    | 0,5  | 0.5  |
| Majorité      | Majorité             | Majorité             | 16,134 | 29,4 | -3.6 |
| Participation | Participation        | Participation        | 54,955 | 70,4 | +4.1 |
|               | Conservateur retenir | Conservateur retenir | Swing  | +4.1 |      |

### Élections dans les années  2000
| Parti         | Parti                | Candidat             | Voix   | %    | ±    |
| ------------- | -------------------- | -------------------- | ------ | ---- | ---- |
|               | Conservateur         | Chris Grayling       | 27,146 | 54,4 | +6.3 |
|               | Libéral Démocrate    | Jonathan Lees        | 10,699 | 21,4 | -0.7 |
|               | Travailliste         | Charlie Mansell      | 10,265 | 20,6 | -5.9 |
|               | UKIP                 | Peter Kefford        | 1,769  | 3,5  | +0.2 |
| Majorité      | Majorité             | Majorité             | 16,447 | 33,0 |      |
| Participation | Participation        | Participation        | 49,879 | 66,1 | 3.3  |
|               | Conservateur retenir | Conservateur retenir | Swing  | +3.5 |      |

| Parti         | Parti                | Candidat                | Voix   | %    | ±     |
| ------------- | -------------------- | ----------------------- | ------ | ---- | ----- |
|               | Conservateur         | Chris Grayling          | 22,430 | 48,1 | +2.5  |
|               | Travailliste         | Charlie Mansell         | 12,350 | 26,5 | +2.1  |
|               | Libéral Démocrate    | John Vincent            | 10,316 | 22,1 | -0.7  |
|               | UKIP                 | Graham Webster-Gardiner | 1,547  | 3,3  | +2.3  |
| Majorité      | Majorité             | Majorité                | 10,080 | 21,6 |       |
| Participation | Participation        | Participation           | 46,643 | 62,8 | -11.2 |
|               | Conservateur retenir | Conservateur retenir    | Swing  |      |       |

### Élections dans les années  1990
| Parti         | Parti                | Candidat              | Voix   | %    | ±     |
| ------------- | -------------------- | --------------------- | ------ | ---- | ----- |
|               | Conservateur         | Archie Hamilton       | 24,717 | 45,6 | -14.6 |
|               | Travailliste         | Philip Woodford       | 13,192 | 24,3 | +8.6  |
|               | Libéral Démocrate    | John Vincent          | 12,380 | 22,8 | -0.7  |
|               | Référendum           | Christopher Macdonald | 2,355  | 4,3  |       |
|               | UKIP                 | Harold Green          | 544    | 1,0  |       |
|               | Green                | Hugo Charlton         | 527    | 1,0  |       |
|               | ProLife Alliance     | Katherine Weeks       | 466    | 0,9  |       |
| Majorité      | Majorité             | Majorité              | 11,525 | 21,3 |       |
| Participation | Participation        | Participation         | 54,181 |      |       |
|               | Conservateur retenir | Conservateur retenir  | Swing  |      |       |

| Parti         | Parti                | Candidat             | Voix   | %    | ±    |
| ------------- | -------------------- | -------------------- | ------ | ---- | ---- |
|               | Conservateur         | Archie Hamilton      | 32,861 | 60,2 | −2.0 |
|               | Libéral Démocrate    | Martin P. Emerson    | 12,840 | 23,5 | +0.3 |
|               | Travailliste         | Richard A. Warren    | 8,577  | 15,7 | +1.2 |
|               | Natural Law          | GD Hatchard          | 334    | 0,6  | N/A  |
| Majorité      | Majorité             | Majorité             | 20,021 | 36,7 | −2.3 |
| Participation | Participation        | Participation        | 54,612 | 80,1 | +4.8 |
|               | Conservateur retenir | Conservateur retenir | Swing  | −1.2 |      |

### Élections dans les années  1980
| Parti         | Parti                | Candidat             | Voix   | %     | ± |
| ------------- | -------------------- | -------------------- | ------ | ----- | - |
|               | Conservateur         | Archie Hamilton      | 33,145 | 62,2  |   |
|               | Liberal              | Margaret Joachim     | 12,384 | 23,24 |   |
|               | Travailliste         | Barbara Follett      | 7,751  | 14,55 |   |
| Majorité      | Majorité             | Majorité             | 20,761 | 38,97 |   |
| Participation | Participation        | Participation        |        | 75,38 |   |
|               | Conservateur retenir | Conservateur retenir | Swing  |       |   |

| Parti         | Parti                | Candidat             | Voix   | %     | ± |
| ------------- | -------------------- | -------------------- | ------ | ----- | - |
|               | Conservateur         | Archie Hamilton      | 30,737 | 60,43 |   |
|               | Liberal              | Michael Anderson     | 13,542 | 26,62 |   |
|               | Travailliste         | WR Carpenter         | 6,587  | 12,95 |   |
| Majorité      | Majorité             | Majorité             | 17,195 | 33,80 |   |
| Participation | Participation        | Participation        |        | 72,02 |   |
|               | Conservateur retenir | Conservateur retenir | Swing  |       |   |

### Élections dans les années  1970
| Parti         | Parti                | Candidat             | Voix   | %     | ±      |
| ------------- | -------------------- | -------------------- | ------ | ----- | ------ |
|               | Conservateur         | Archie Hamilton      | 39,104 | 61,91 | +7.85  |
|               | Liberal              | M Anderson           | 12,746 | 20,18 | -6.45  |
|               | Travailliste         | Chris Smith          | 11,315 | 17,91 | -1.40  |
| Majorité      | Majorité             | Majorité             | 26,358 | 41,73 | +14.31 |
| Participation | Participation        | Participation        |        | 76,91 |        |
|               | Conservateur retenir | Conservateur retenir | Swing  |       |        |

| Parti         | Parti                | Candidat                        | Voix   | %     | ±      |
| ------------- | -------------------- | ------------------------------- | ------ | ----- | ------ |
|               | Conservateur         | Archie Hamilton                 | 28,242 | 63,61 | +9.55  |
|               | Travailliste         | Anthony Mooney                  | 7,314  | 16,47 | -2.84  |
|               | Liberal              | Michael Alexander John Anderson | 5,673  | 12,78 | -13.85 |
|               | Royalist             | Jonathan King                   | 2,350  | 5,29  | N/A    |
|               | National Front       | James Sawyer                    | 823    | 1,85  | N/A    |
| Majorité      | Majorité             | Majorité                        | 20,928 | 47,14 | +19.72 |
| Participation | Participation        | Participation                   | 44,402 |       |        |
|               | Conservateur retenir | Conservateur retenir            | Swing  |       |        |

| Parti         | Parti                | Candidat                     | Voix   | %     | ± |
| ------------- | -------------------- | ---------------------------- | ------ | ----- | - |
|               | Conservateur         | Peter Rawlinson              | 32,109 | 54,06 |   |
|               | Liberal              | David Julian Hardy Griffiths | 15,819 | 26,63 |   |
|               | Travailliste         | Neil Joseph Kearney          | 11,471 | 19,31 |   |
| Majorité      | Majorité             | Majorité                     | 16,290 | 27,42 |   |
| Participation | Participation        | Participation                |        | 73,70 |   |
|               | Conservateur retenir | Conservateur retenir         | Swing  |       |   |

| Parti         | Parti                                  | Candidat                     | Voix   | %     | ±      |
| ------------- | -------------------------------------- | ---------------------------- | ------ | ----- | ------ |
|               | Conservateur                           | Peter Rawlinson              | 35,823 | 54,68 | -6.73  |
|               | Liberal                                | David Julian Hardy Griffiths | 18,899 | 28,85 | +12.33 |
|               | Travailliste                           | Neil Joseph Kearney          | 10,787 | 16,47 | -5.59  |
| Majorité      | Majorité                               | Majorité                     | 16,924 | 25,83 | -13.52 |
| Participation | Participation                          | Participation                | 65,509 | 82,0  | N/A    |
|               | Conservateur vainqueur (nouveau siège) |                              |        |       |        |

## Sources
- Résultats élections, 2005 (BBC)
- Résultats élections, 1997 – 2001 (BBC)
- Résultats élections, 1997 – 2001 (Election Demon)
- Résultats élections, 1983 – 1992 (Election Demon)
- Résultats élections, 1992 – 2005 (Guardian)
- Résultats élections, 1951 – 2001 (Keele University)
- Résultats élections partielle, 1969 (Geocities)
- F. W. S. Craig. British Parliamentary Election Results 1950–1973.  (ISBN 0-900178-07-8)